# Organizzazione idrografica internazionale
L'Organizzazione idrografica internazionale (in inglese International Hydrographic Organization, IHO; in francese Organisation hydrographique internationale, OHI) è un organismo intergovernativo consultivo e tecnico, creato da una convenzione firmata a Monaco nel 1967 ed entrata in vigore nel 1970. Il suo predecessore è stato l'Ufficio idrografico internazionale (in inglese International Hydrographic Bureau, IHB; in francese Bureau hydrographique internationale, BHI), che esiste tuttora e ne costituisce l'organo amministrativo principale.

## Storia
Nel corso del XIX secolo molte nazioni marittime avevano istituito uffici idrografici con lo scopo di fornire i mezzi per migliorare la navigazione delle navi mercantili e militari, fornendo pubblicazioni nautiche, carte nautiche e altri servizi di navigazione. Tuttavia vi erano differenze sostanziali nelle procedure e nella nomenclatura per la redazione di grafici e pubblicazioni. Nel 1889 si tenne a Washington una Conferenza marina internazionale dove venne proposto di istituire una "Commissione permanente internazionale". Proposte simili vennero fatte in occasione delle sessioni del Congresso internazionale di navigazione tenutesi a San Pietroburgo nel 1908 e nel 1912.
Nel 1919 idrografi britannici e francesi si trovarono d'accordo per stabilire una conferenza internazionale di idrografi. Londra fu scelta come il luogo più adatto e il 24 luglio 1919, s'inaugurò la Prima Conferenza Internazionale alla presenza di idrografi di 24 nazioni. L'oggetto della conferenza era quello di "valutare l'opportunità di adottare metodi analoghi in corso di preparazione, costruzione e produzione dei loro grafici e tutte le pubblicazioni idrografiche; di rendere i risultati nella forma più conveniente per consentire di essere facilmente utilizzate; di istituire un sistema rapido di scambio reciproco di informazioni idrografiche tra tutti i paesi, e di fornire l'opportunità di consultazioni e discussioni da effettuare su soggetti idrografici in generale da parte degli esperti di tutto il mondo". Questo è ancora l'obiettivo principale dell'Organizzazione idrografica internazionale
A seguito della conferenza, venne costituito un ufficio permenente. Questo iniziò la sua attività nel 1921 con 18 nazioni in qualità di membri. Il Principato di Monaco fu selezionato per la sua facilità di comunicazione con il resto del mondo e anche per la generosa offerta di Alberto I di Monaco di fornire alloggi adeguati per la presidenza nel Principato. A seguito della convenzione del 1967 l'ufficio si è trasformato nell'organizzazione attuale.
Il 12 dicembre 2001 le è stato riconosciuto lo status di osservatore dell'Assemblea generale delle Nazioni Unite.

## Scopi
I compiti principali dell'Organizzazione sono:
- giungere a una stretta e permanente collaborazione tra gli uffici idrografici nazionali;
- studiare le questioni relative all'idrografia e discipline affini;
- incentivare lo scambio di carte nautiche e documenti tra le istituzioni idrografiche dei Paesi membri;
- offrire orientamento e consulenza, in particolare verso Paesi impegnati nella creazione o l'espansione dei loro servizi idrografici;
- favorire il coordinamento dei rilievi idrografici con le relative attività oceanografiche;
- ampliare e facilitare l'applicazione delle conoscenze oceanografiche a beneficio dei navigatori;
- cooperare con le organizzazioni internazionali e le istituzioni scientifiche che perseguono finalità analoghe.

L'Organizzazione espone le norme idrografiche da concordare con i Paesi membri. Tutti gli Stati membri sono invitati e incoraggiati a seguire queste norme nelle loro ricerche, nelle loro carte nautiche, e nelle pubblicazioni. Con l'adozione uniforme di tali norme, i prodotti degli uffici idrografici e oceanografici stanno diventando più omogenei.
Molte pubblicazioni sono disponibili sulla rete Internet, come l'International Hydrographic Review, l'International Hydrographic Bulletin, le Chart Specifications of the IHO, e il Dizionario Idrografico. L'Organizzazione ha pubblicato Limits of Oceans and Seas, che mostra i confini tra gli oceani e i mari. Questa pubblicazione, uscita originariamente nel 1953, non è ancora aggiornata per molte regioni.

## Paesi membri
L'Organizzazione ha attualmente i seguenti Paesi membri.
- Algeria
- Arabia Saudita
- Argentina
- Australia
- Bahrein
- Bangladesh
- Belgio
- Birmania
- Brasile
- Brunei
- Canada
- Camerun
- Cile
- Cina
- Cipro
- Colombia
- Corea del Nord
- Corea del Sud
- Croazia
- Cuba
- Danimarca
- Ecuador
- Egitto
- Emirati Arabi Uniti
- Estonia
- Figi
- Filippine
- Finlandia
- Francia
- Georgia
- Germania
- Giamaica
- Giappone
- Grecia
- Guatemala
- India
- Indonesia
- Iran
- Irlanda
- Islanda
- Italia
- Kuwait
- Lettonia
- Malaysia
- Marocco
- Mauritius
- Messico
- Monaco
- Montenegro
- Mozambico
- Nigeria
- Norvegia
- Nuova Zelanda
- Oman
- Paesi Bassi
- Pakistan
- Papua Nuova Guinea
- Perù
- Polonia
- Portogallo
- Qatar
- Regno Unito
- Repubblica Democratica del Congo (sospesa)
- Repubblica Dominicana (sospesa)
- Romania
- Russia
- Serbia (sospesa)
- Singapore
- Siria
- Slovenia
- Spagna
- Sri Lanka
- Stati Uniti d'America
- Sudafrica
- Suriname
- Svezia
- Thailandia
- Tonga
- Trinidad e Tobago
- Tunisia
- Turchia
- Ucraina
- Uruguay
- Venezuela
- Vietnam